# Ouvrouer-les-Champs
Ouvrouer-les-Champs é uma comuna francesa na região administrativa do Centro, no departamento Loiret. Estende-se por uma área de 10,5 km². Em 2010 a comuna tinha 558 habitantes (densidade: 53,1 hab./km²).